# هيرماين فريد
هيرماين فريد (بالإنجليزية: Hermine Freed)‏ هي رسامة وأستاذة جامعية أمريكية، ولدت في 1940 في نيويورك في الولايات المتحدة، وتوفي بنفس المكان في 1998.